# Кнез Ратко
Ратко Кнежевић је историјска личност, из средине 16. вијека, родоначелник лозе Кнежевића, кнезова који су управљали територијом нахије Змијање, за вријеме турске окупације простора Босне и Херцеговине. Кнез Петар, као и његова кнежевска породица је описана у дјелима Петра Кочића, првенствено у дјелу Истините мејданџије, приповијетка Змијање. Кнез Ратко је имао сједиште у Доњем Раткову, данашња општина Рибник, по коме је и Ратково добило своје име, највеће српско село у цијелој Босанској Крајини.

## Историја
Дуго година су Турци од доласка на ове просторе имали проблеме са Змијањцима, па након више година, уморише се и Змијањци од држања стражи и повременог напада на Турке, а и Турци од борби са њима. Змијањци су тада, вођени кнезом Ратко, од султана добили ферман, којим су добили своју земљу на управљање, ослобађање од пореза, као и право останка у својој вјери и ношења оружја. Кнез Ратко је тада добио широка овлаштења, добио је право на суђења и посједовање тамнице. Поред тога, дао му је султан и Тимар, област са десет села да кобиле ждријеби, Обровац да пљоске налијева, Лијевче, цијелу равницу на ушћу Врбаса у Саву, да овце јагњи, те златну сабљу. Заузврат кнез се борио са Турцима кад год га је султан позивао. Кнез је добио могућност да заповиједа и суди, а Турци се у почетку нису много мијешали у његове послове.
После кнеза Ратка, титулу змијањског кнеза преузео је његов син Вук, који се помиње у турским пописним дефтерима из 1541. године, а након њега та титула постаје насљедна па су је у наредним годинама понијели чланови породице Кнежевић овим редом: Обрад, Грујица, Вукобрад, Марко, Васиљ, Раде, Стојан, Васо, Раде и Благоје.